# Jagersgoud
Jagersgoud (Originele titel: Predator's Gold) is het tweede deel van de Levende steden-serie, geschreven door de Britse auteur Philip Reeve. De Engelse titel van de tetralogie is Mortal Engines Quartet.